# Canal del Forat
La Canal del Forat és un torrent afluent per l'esquerra de l'Aigua de Valls, a la Vall de Lord, que fa tot el seu recorregut pel terme municipal de Guixers.
Neix sota el cingle del Cogul, a ponent del Coll de la Maçana, al vessant septentrional de la Serra de Busa. De direcció predominant cap a les 11 del rellotge, travessa la Serra dels Bastets per entre el Tossal del Bisbe (a ponent) i el Tossal del Confòs (a llevant). Desguassa al pantà de la Llosa del Cavall a llevant del Castell de Castelltort
Tota la seva conca està integrada en el Pla d'Espais d'Interès Natural (PEIN) de la Generalitat de Catalunya i més concretament en l'espai Serres de Busa-Els Bastets-Lord

## Xarxa hidrogràfica
La xarxa hidrogràfica de la Canal del Forat, que també transcorre íntegrament pel terme municipal de Guixers, està constituïda per 10 cursos fluvials la longitud total dels quals suma 5.801 m.